# フランクフルト市電O形電車
O形は、ドイツの都市であるフランクフルト・アム・マインの路面電車のフランクフルト市電にかつて在籍していた車両の1形式。ループ線が存在しない系統でも使用可能な両運転台式の3車体連接車として導入された。

## 概要
フランクフルト市電の16号線は、フランクフルト・アム・マインと近隣都市のオッフェンバッハ・アム・マインを結ぶ系統である。1884年に開通して以降、オッフェンバッハ・アム・マイン側には同市が運営する路面電車の路線網が存在したが、トロリーバスへの置き換えが進み1967年をもって同市内の路線網は全廃され、都市間系統のみが残された。その後も1969年に郊外区間の一部が廃止されたが、この結果終端のループ線が無くなり、従来の片運転台車両の運用が難しい線形となった。そこで、オッフェンバッハ・アム・マイン市とヘッセン州の支援により、同系統に適した両運転台車両の導入が行われる事となった。これがO形電車である。
基本的な構造は3車体連接車のN形電車を基にしており、前後車体は菱形パンタグラフが設置された運転台付き車体となっていた。そのため重量はN形よりも重くなった他、座席数も減少した。また、フランクフルト市電で初めて運転室と客室が分離された構造が採用された。
一部区間の廃止に合わせて1969年に8両（901 - 908）が製造され、製造された目的の路線である16号線に導入されたが、1972年に後継の両運転台車両となるP形が導入されたことで同系統から一時撤退し、18号線へと転属した。その後、フランクフルト地下鉄への転換が進んだ事により再度16号線に転属したものの、1990年代以降は超低床電車（R形、S形）の導入が進んだ事で同系統の運用から撤退し、2004年に営業運転を終了した時点では14号線で使用されていた。
2021年現在は1両（908→110）が動態保存されており、2019年には超低床電車が事故で運用を離脱した事による車両不足に伴い一時的に定期運転に復帰した事もある。それ以外にもフランクフルト市電では1両（902→111）が保存されているが、こちらは2008年以降静態保存へと切り替えられている。

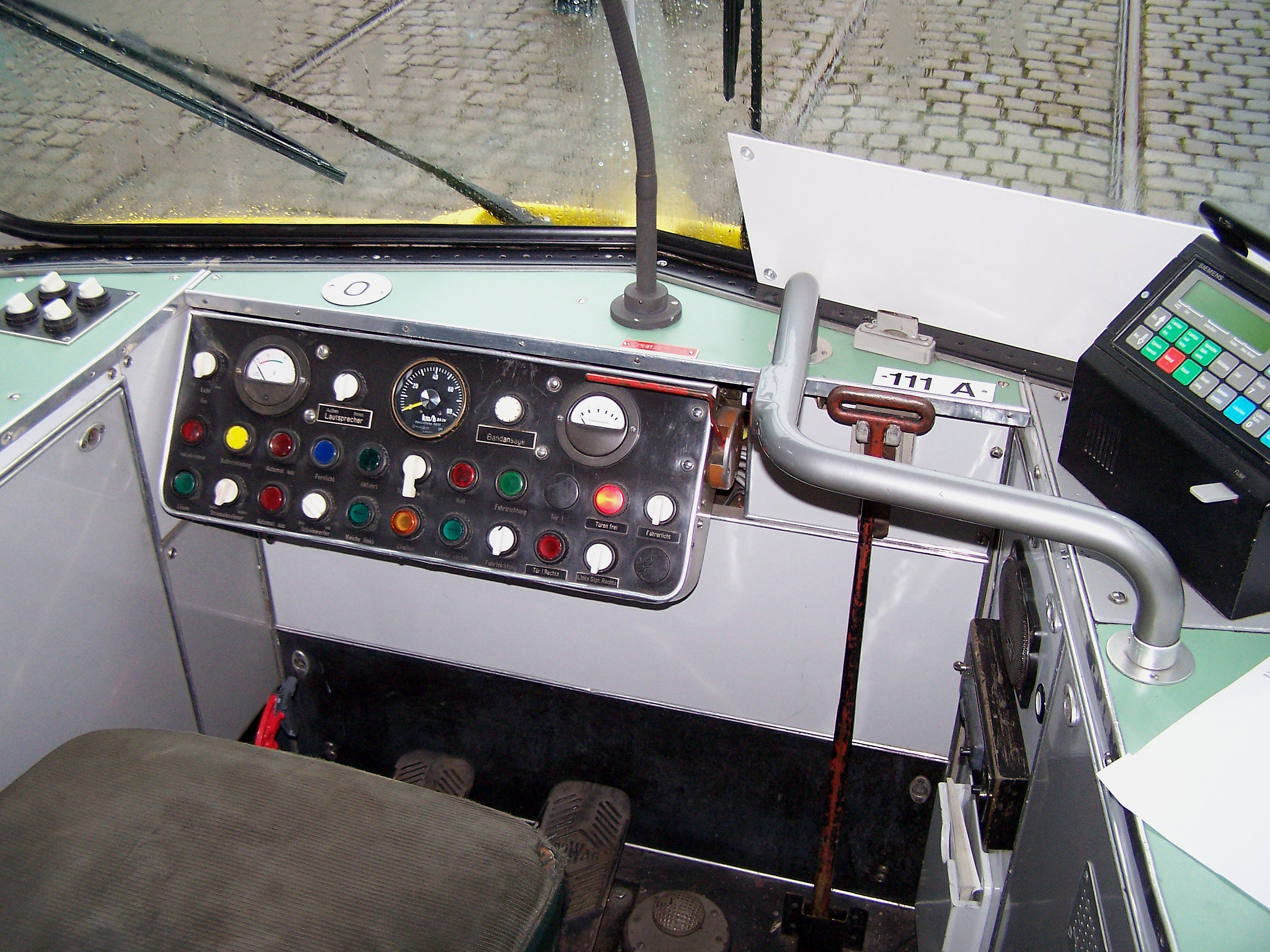
運転台（2008年撮影）
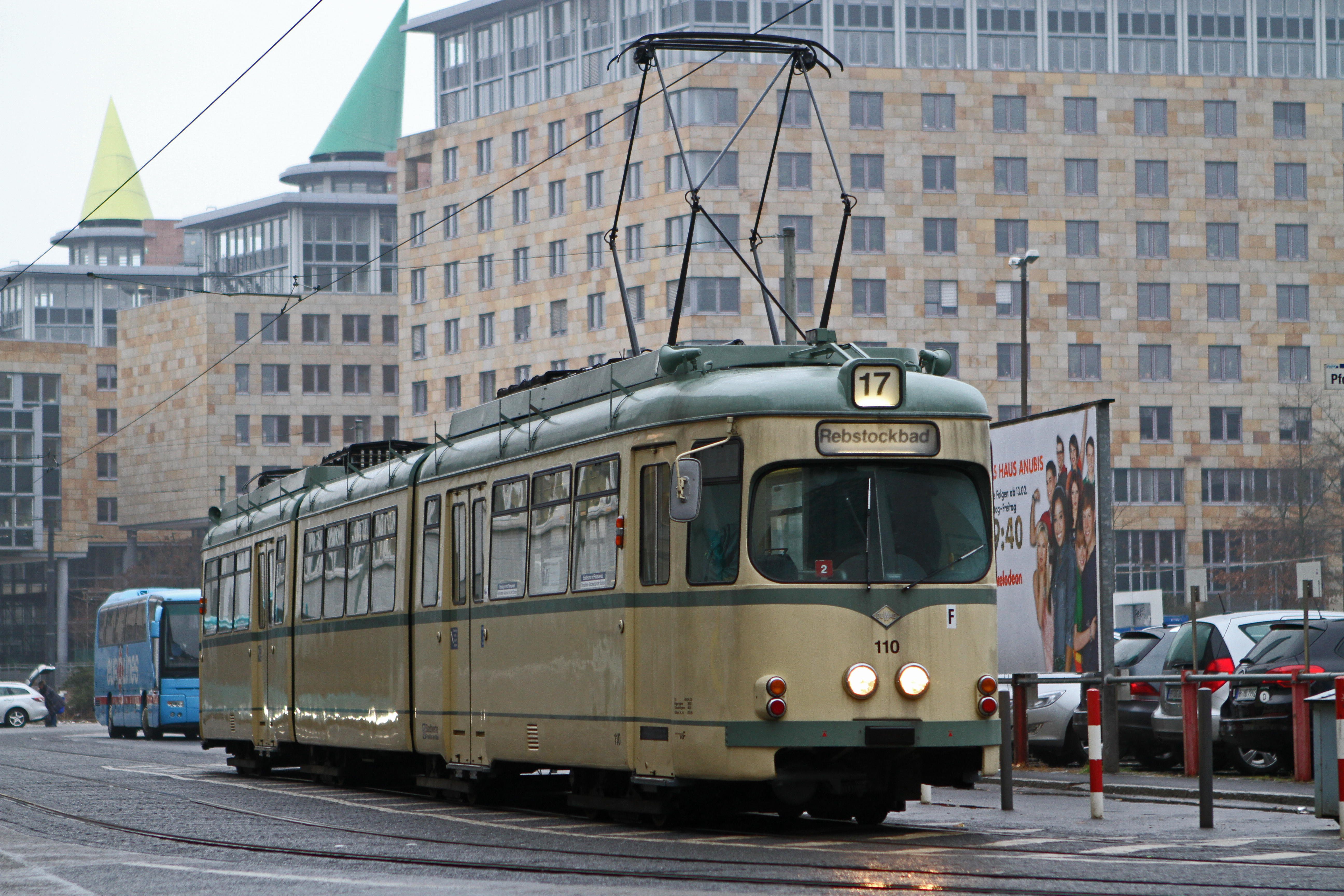
動態保存が実施されている110（2012年撮影）
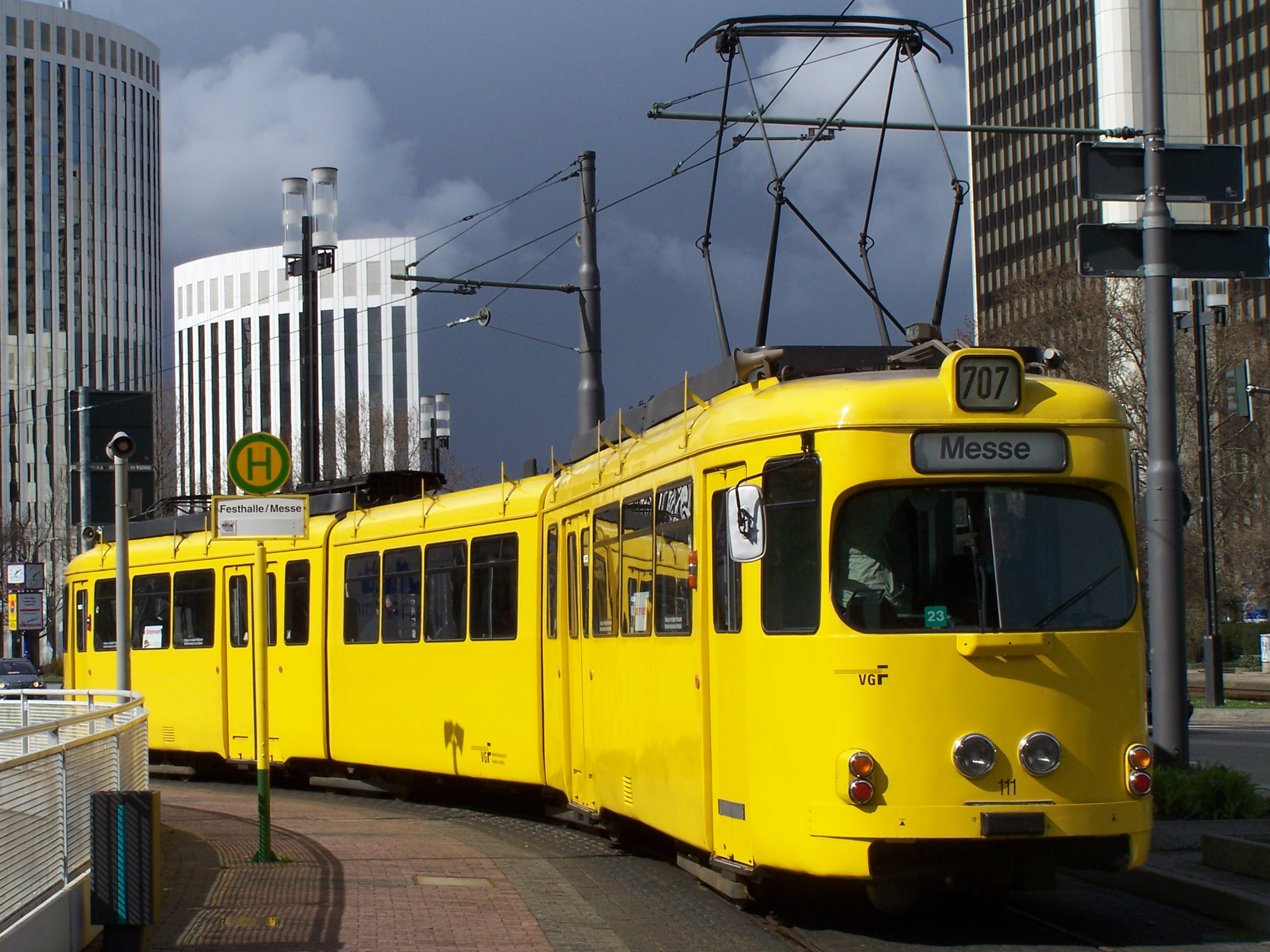
動態保存時代末期の111は黄色に塗られていた（2008年撮影）

## 譲渡
フランクフルト市電で廃車となったO形のうち、保存車両を除いた6両（901、903 - 907）については車両の老朽化が課題となっていたポーランドのポズナン市電へ譲渡され、他の譲渡車両と共に既存の旧型車両を置き換えた。その後、他の譲渡車両が超低床電車の導入に伴い廃車されていく中でO形は両運転台という特徴を活かし工事を始めとした要因でループ線が使用できない場合に重宝されており、2019年以降はポズナン市電で運用されている最後のデュワグカーとなっているが、ドイツの他都市からの譲渡車両を始めとした両運転台の超低床電車への置き換えが決定している。

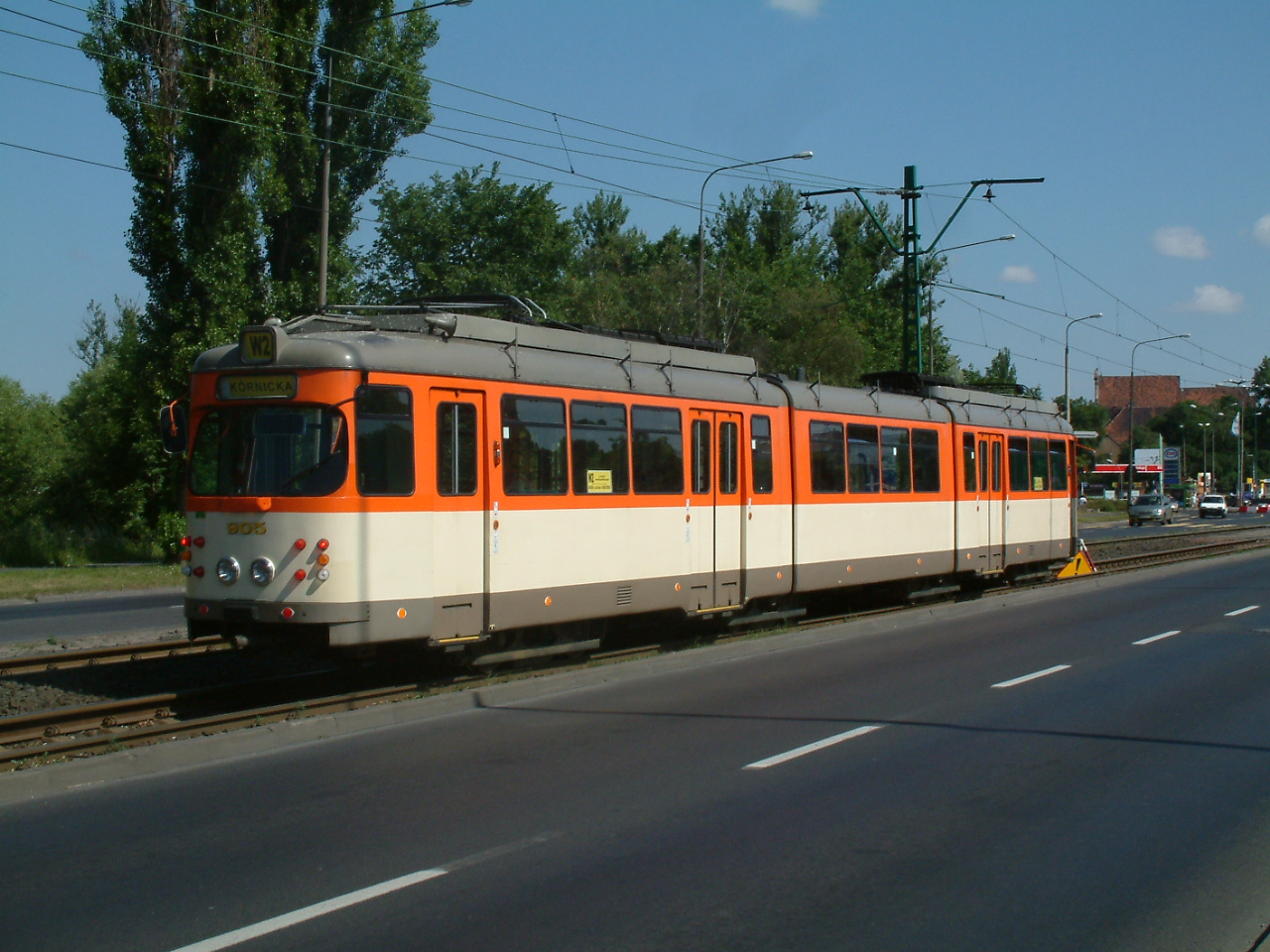
フランクフルト市電の旧塗装で使用されるO形（2005年撮影）
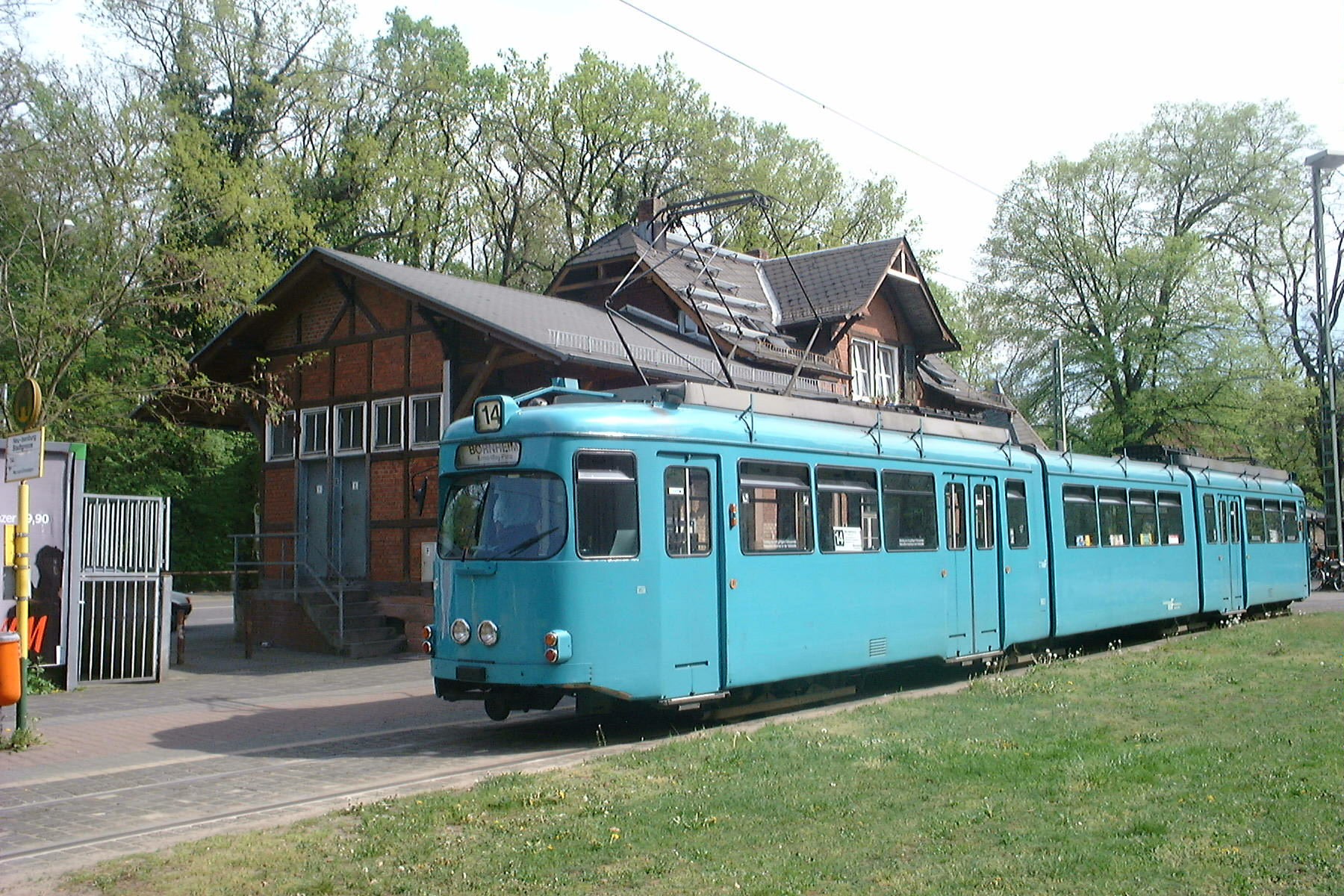
フランクフルト市電末期の塗装で運用に就くO形（2004年撮影）
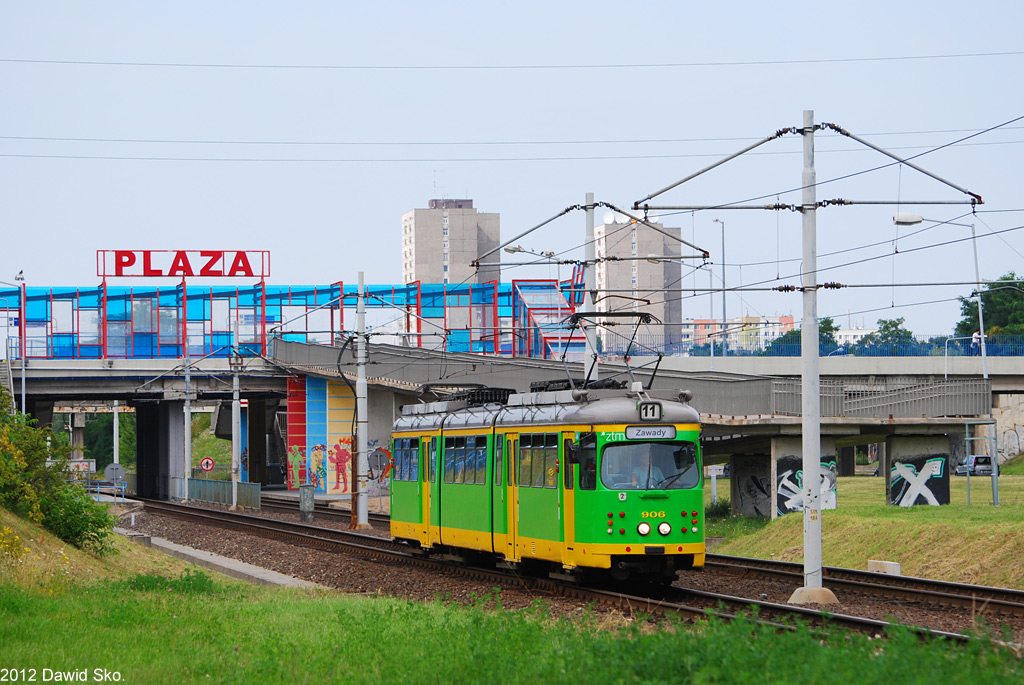
ポズナン市電塗装のO形（2012年撮影）
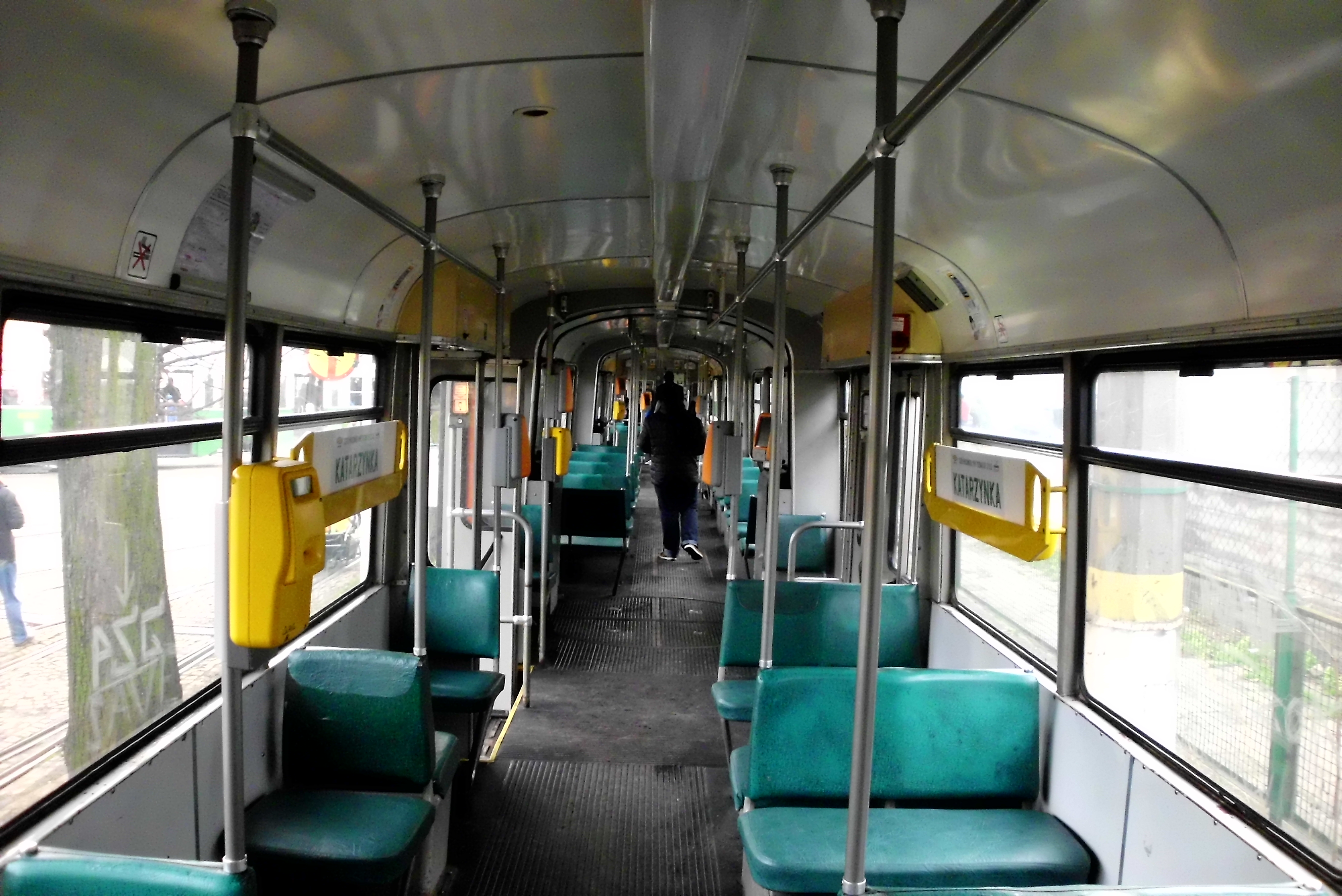
車内（2014年撮影）